# Dolomiten-Schafgarbe
Die Dolomiten-Schafgarbe (Achillea oxyloba) ist eine Pflanzenart aus der Gattung der Schafgarben (Achillea).

## Beschreibung

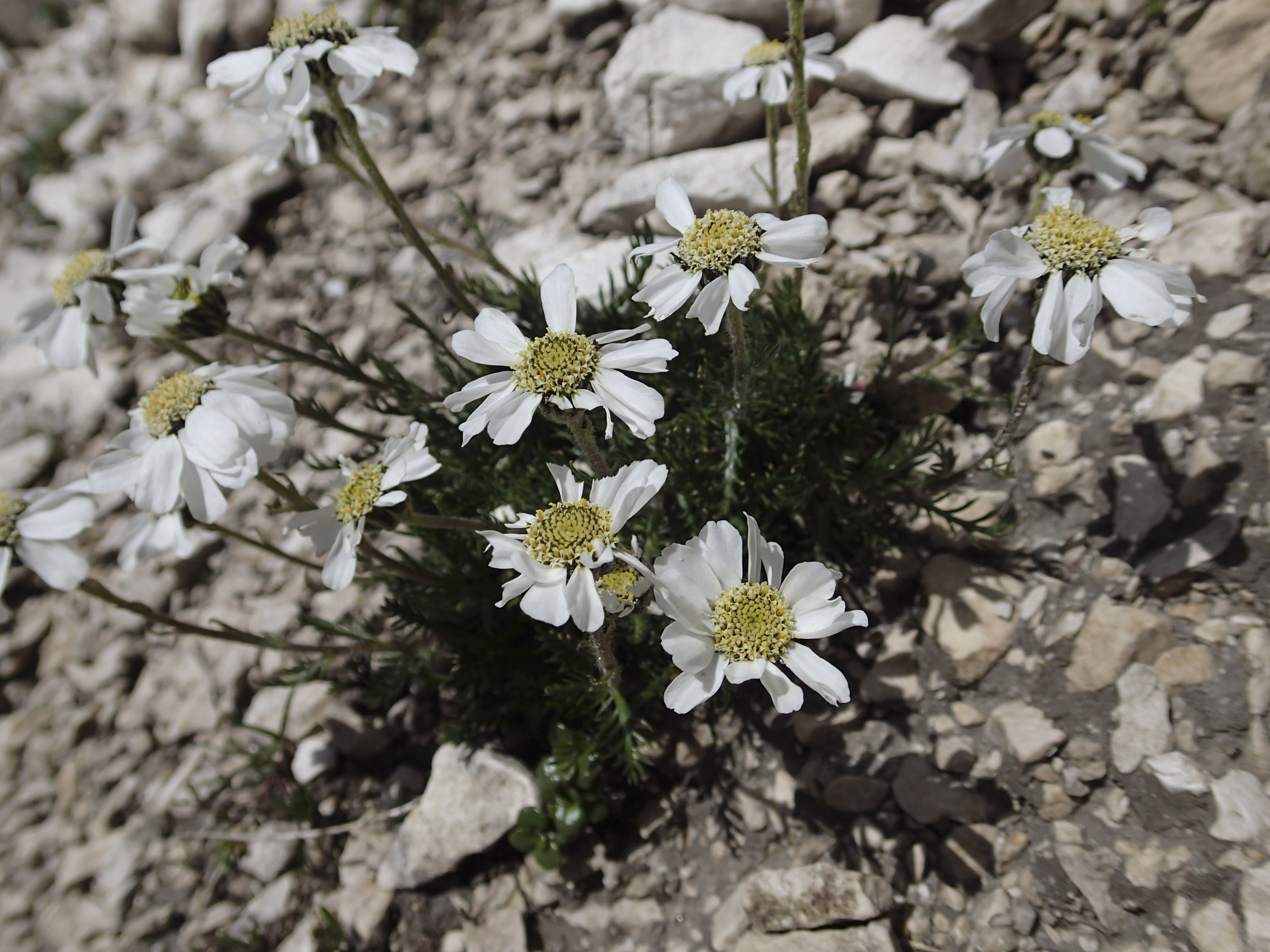
Achillea oxyloba subsp. oxyloba

Die Dolomiten-Schafgarbe ist eine rasenbildende, ausdauernde Pflanzenart, die 8 bis 20 (30) cm hoch wird. Sie besitzt einen verzweigten, weitkriechenden Wurzelstock. Der bogig aufsteigende bis aufrechte Stängel ist meist einköpfig, sein unterer Teil ist beblättert, der obere unterschiedlich dicht behaart. Die spärlich behaarten, dunkelgrünen Blätter haben einen länglichen Umriss und sind tief fiederspaltig, ihre schmalen Abschnitte sind drei- bis fünfzipfelig oder ganz. Die Blätter sitzen am Stängel, lediglich die unteren sind kurz gestielt. 
Die Köpfchen haben einen Durchmesser von ungefähr 28 mm. Die gleich großen Hüllblätter sind länglich-stumpf und weisen einen breiten, schwarzen Hautrand auf. Es sind 13 bis 18 breit-lineale, weiße Zungenblüten vorhanden. Die Röhrenblüten sind gelblich-weiß. 
Blütezeit ist von Juni bis September.
Die Chromosomenzahl beträgt 2n = 18, auch für die Unterart Achillea oxyloba subsp. schurii.

## Vorkommen
Die Dolomit-Schafgarbe ist ein Endemit der östlichen Südalpen und der Karpaten. Das Verbreitungsgebiet in den Alpen reicht vom Val Camonica bis in die Karnischen Alpen (Schweiz, Italien, Österreich). Die Art gedeiht bevorzugt auf Felsrasen, Felsschutt über Kalkstein und Dolomit in Höhen von 1600 bis 2800 m.
Für die Region um Fusch im Pinzgau sind für die Dolomiten-Schafgarbe auch die Bezeichnungen Birgssonnawendblüh und weißes Sonnawendblüh belegt.

## Systematik
Man kann zwei Unterarten unterscheiden:
- Achillea oxyloba (DC.) Sch. Bip. subsp. oxyloba: Sie kommt in Österreich und in Italien vor.[4]
- Achillea oxyloba subsp. schurii (Sch. Bip.) Heimerl (Syn.: Achillea schurii Sch. Bip.): Sie kommt in den Karpaten in Rumänien und in der Ukraine vor.[4]